# Dimítrios Vikelas
Dimítrios Vikelas (grec: Δημήτριος Βικέλας; Hermúpolis, Grècia 1835 - Atenes 1908) fou un empresari i escriptor grec. Fou el primer president del Comitè Olímpic Internacional (COI).

## Biografia
Va néixer el 15 de febrer de 1835 a la ciutat d'Hermúpolis, població situada a l'illa de Siros. El seu pare era un mercader procedent de Véria (Macedònia). A sis anys es traslladaren a Constantinoble (Imperi Otomà) i posteriorment a Odessa (Imperi Rus).

## Estada a Londres
Interessat en la literatura des de ben petit, als 17 anys va traduir l'obra Esther de Jean Racine al grec. Aquell mateix any es traslladà a Londres, on estudià botànica al University College de Londres (l'única universitat que acceptava membres no anglicans), ja que era l'única llicenciatura que es podia estudiar a les tardes.
Durant la seva estada a Londres es casà amb Kalliope Geralopoulou l'any 1866, germana petita d'un dels seus oncles. Així mateix conegué el fill de l'ambaixador de Grècia a Londres, Spyridon Trikupis, i futur primer ministre de Grècia Kharílaos Trikupis.
Durant aquests anys publicà diversos articles sobre la història i política de Grècia, així com conferències a la Royal Statistical Society.

## Estada a París
A partir de 1874 la seva dona tingué problemes mentals i Vikelas es traslladà prop de París per trobar el remei per ella, establint-se durant set mesos i mig en un sanatori d'Ivry-sur-Seine. Durant aquesta estada a París Vikelas continuà traduint obres de William Shakespeare al grec i el 1879 aparegué publicada la seva obra "Loukis Laras".
Establert definitivament a París durant més de quinze anys, aconseguí reunir-se amb diversos intel·lectuals francesos i la poetessa Juliette Adam li dedicà la seva antologia "Poètes grecs contemporains" (1881). Al llarg d'aquells anys feu viatges per Escòcia, Suïssa, Espanya i Constantinoble, i el 1892 retornà a Atenes per comprar-se una residència.

## Moviment olímpic i retorn a Grècia
El maig de 1894 rebé una notificació del Club Gimnàstic Pan Hel·lènic perquè assistís a una conferència sobre l'esport amateur realitzada el següent mes per Pierre de Coubertin. Després d'assistir-hi prengué consciència sobre la necessitat de recrear novament els Jocs Olímpics de l'antigor en clau moderna com exposà Coubertin. Si bé la idea de Coubertin fou la d'iniciar aquests Jocs Olímpics a la ciutat de París l'any 1900, Vikelas el convencé perquè la primera edició es fes a Atenes l'any 1896. Amb la constitució del Comitè Olímpic Internacional (COI) l'any 1894 es convertí en el primer president d'aquest organisme, en ser el membre escollit del país en el qual s'havien de realitzar els Jocs.
El 1894, doncs, Vikelas es traslladà a Grècia per tal d'iniciar els tràmits per celebrar els Jocs Olímpics d'Estiu de 1896, si bé deu dies després hagué d'anar a París d'urgència per la malaltia de la seva dona, que finalment morí.
Després de l'èxit dels Jocs Vikelas dimití del seu càrrec al Comitè Olímpic Internacional, i fou substituït per Pierre de Coubertin. Fou membre, però, del Comitè Olímpic de Grècia fins al final de la seva vida. Morí el 20 de juliol de 1908 a la seva residència d'Atenes.

## Traduccions al català
1881 - Vikelas, Dimitrios. «Louki Laras». Introducció, traducció i notes d'Antoni Rubió i Lluch. "Lo Gay Saber", III-IV (1881-1882) (18 lliuraments quinzenals, del 15 de novembre de 1881 al 15 d'agost de 1882)